# Vincent Martínez Català
Vicent Martínez Catalá (Manises, 31 gennaio 1916 – Manises, 20 maggio 1965) è stato un calciatore spagnolo, di ruolo attaccante.

## Carriera
Cominciò la sua carriera nel 1939, nell'Espanyol. Con la squadra di Barcellona vinse una coppa di Spagna nel 1940.

## Palmarès

### Competizioni nazionali
- Coppa di Spagna: 1

Espanyol: 1940